# 太阳宫地区
太阳宫地区是中华人民共和国北京市朝阳区的一个地区办事处，同时保留太阳宫乡名称，其行政事务机构实行“一套人马，两块牌子”的体制，地区办事处与乡政府合署办公。
与之接壤的街道和地区有：北邻望京街道、大屯街道，东邻将台地区，南邻麦子店街道、和平街街道、左家庄街道、香河园街道，西邻小关街道。

## 得名
供奉太阳的庙宇称为太阳宫。北京原本有多处太阳宫，今朝阳区太阳宫地区原有一座太阳宫，据传建于清乾隆时，旧历正月初七、二月初二为上大供的日子。如今北京的各太阳宫均已拆除。中华人民共和国成立后，建立了太阳宫乡，1993年3月设置地区办事处。
北京三环路上的一座桥梁也以太阳宫命名为太阳宫桥，北京地铁10号线、17号线设太阳宫站，太阳宫乡境内建有太阳宫公园。周围亦有以太阳宫为名的批发市场、宾馆饭店。

## 下辖社区
太阳宫地区目前下辖的社区有：
芍药居一社区、芍药居二社区、芍药居三社区、惠忠庵社区、尚家楼社区、太阳宫社区、十字口社区、牛王庙社区、芍药居四社区、夏家园社区、太阳宫村、十字口村和牛王庙村。